# Canon Powershot A95
La Canon PowerShot A95 è una fotocamera digitale della Canon messa sul mercato nel mese di settembre 2004 come sostituto del modello precedente.

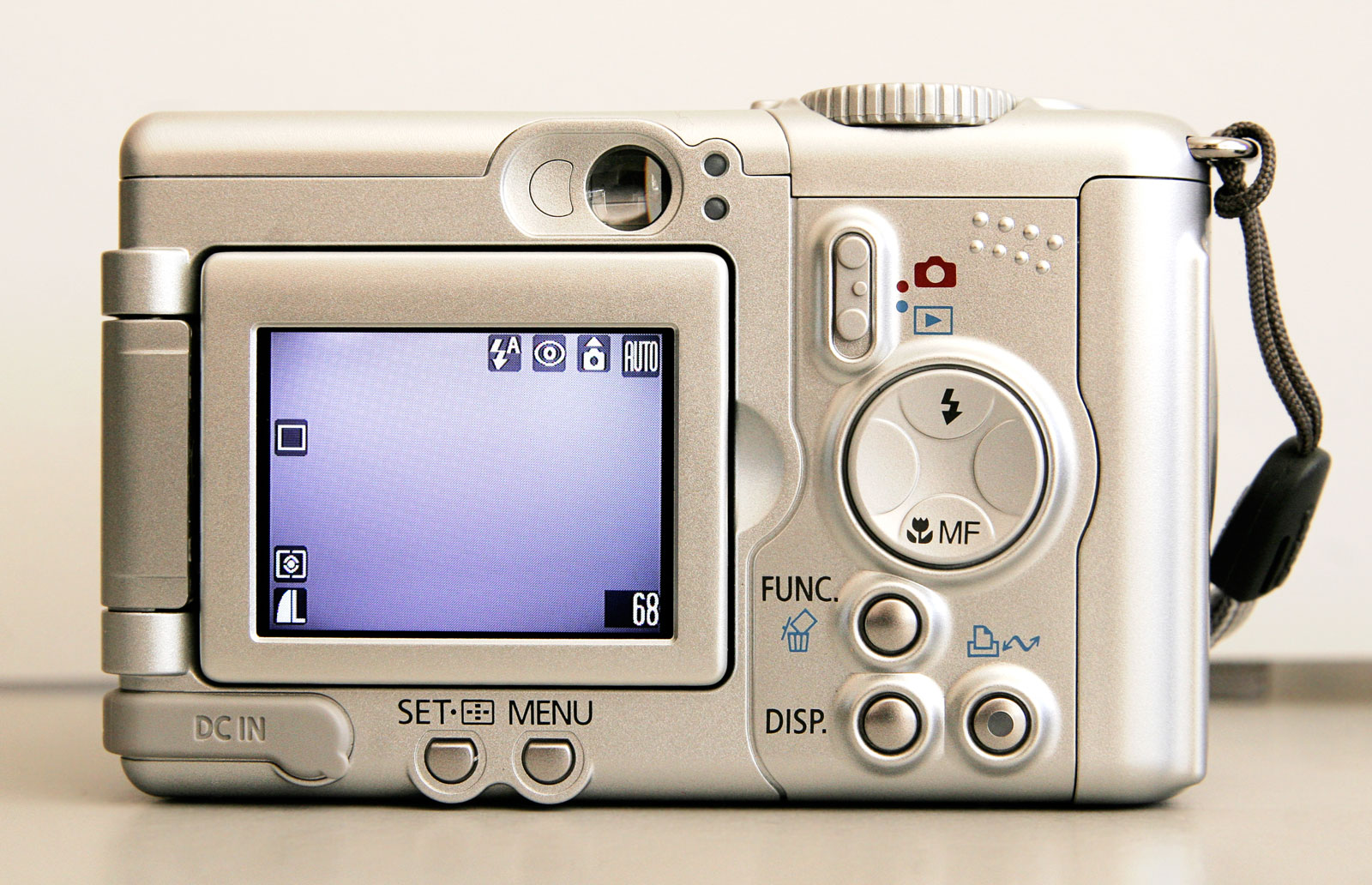
Lato posteriore dell'A95

## Caratteristiche
- 5,3 megapixel effettivi
- sensore CCD 1/1 in
- obiettivo con zoom 3× (38–114 mm equiv.) f2,8-4,9
- Schermo LCD da 1,8 in vari angle (estraibile e ruotabile)
- Processore DIGIC con tecnologia iSAPS
- Modalità di fuoco a 9 punti AiAF con modalità flexizone
- 14 modalità di esposizione
- Pulsante di stampa/condivisione e stampa diretta
- Illuminatore per fuoco automatico
- Corpo macchina parzialmente metallico
- 21 modalità di scatto
- Possibilità di acquisizione di brevi filmati con audio (MJPEG ed audio raw)

## Galleria d'immagini

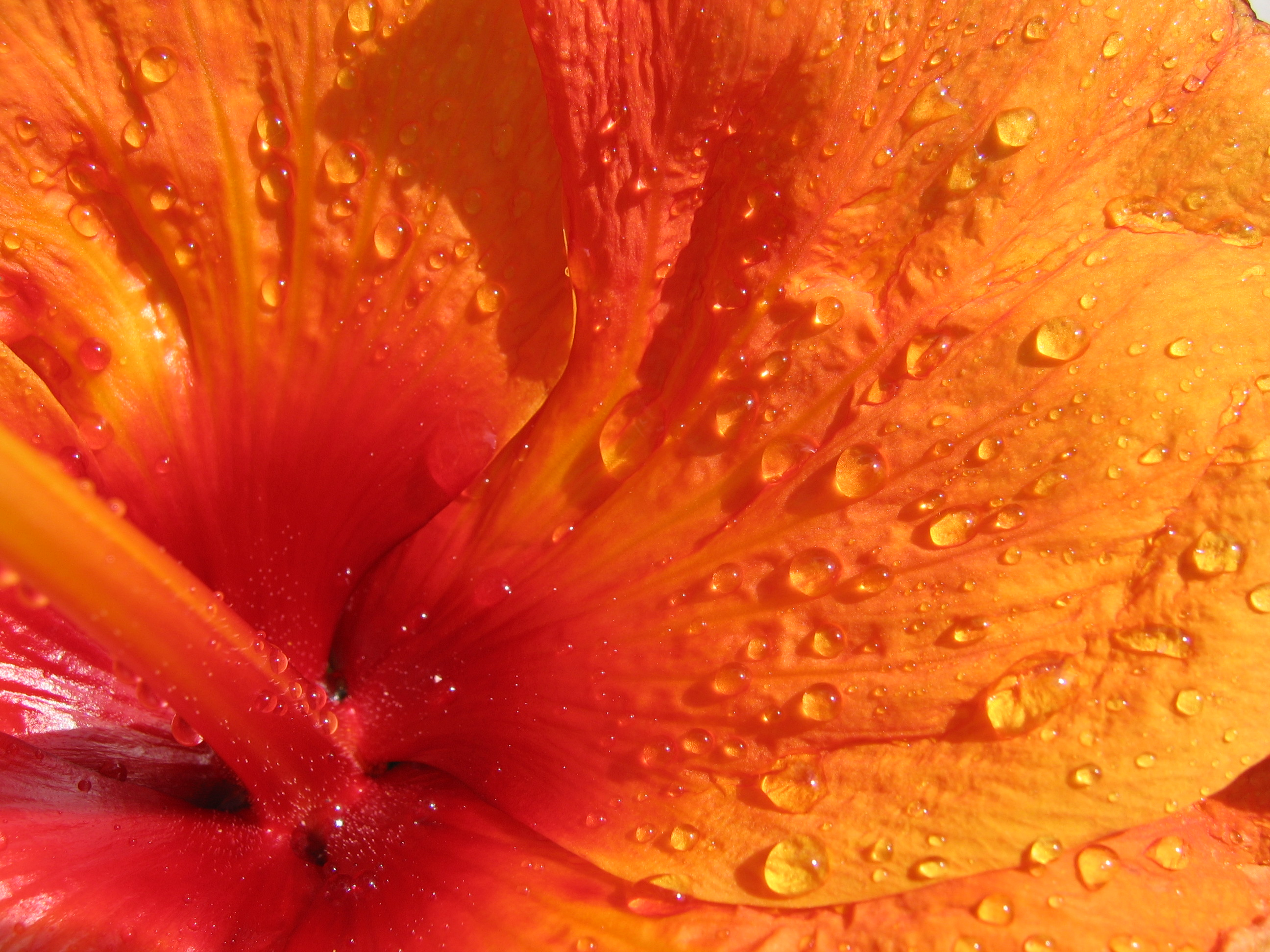
modalità macro
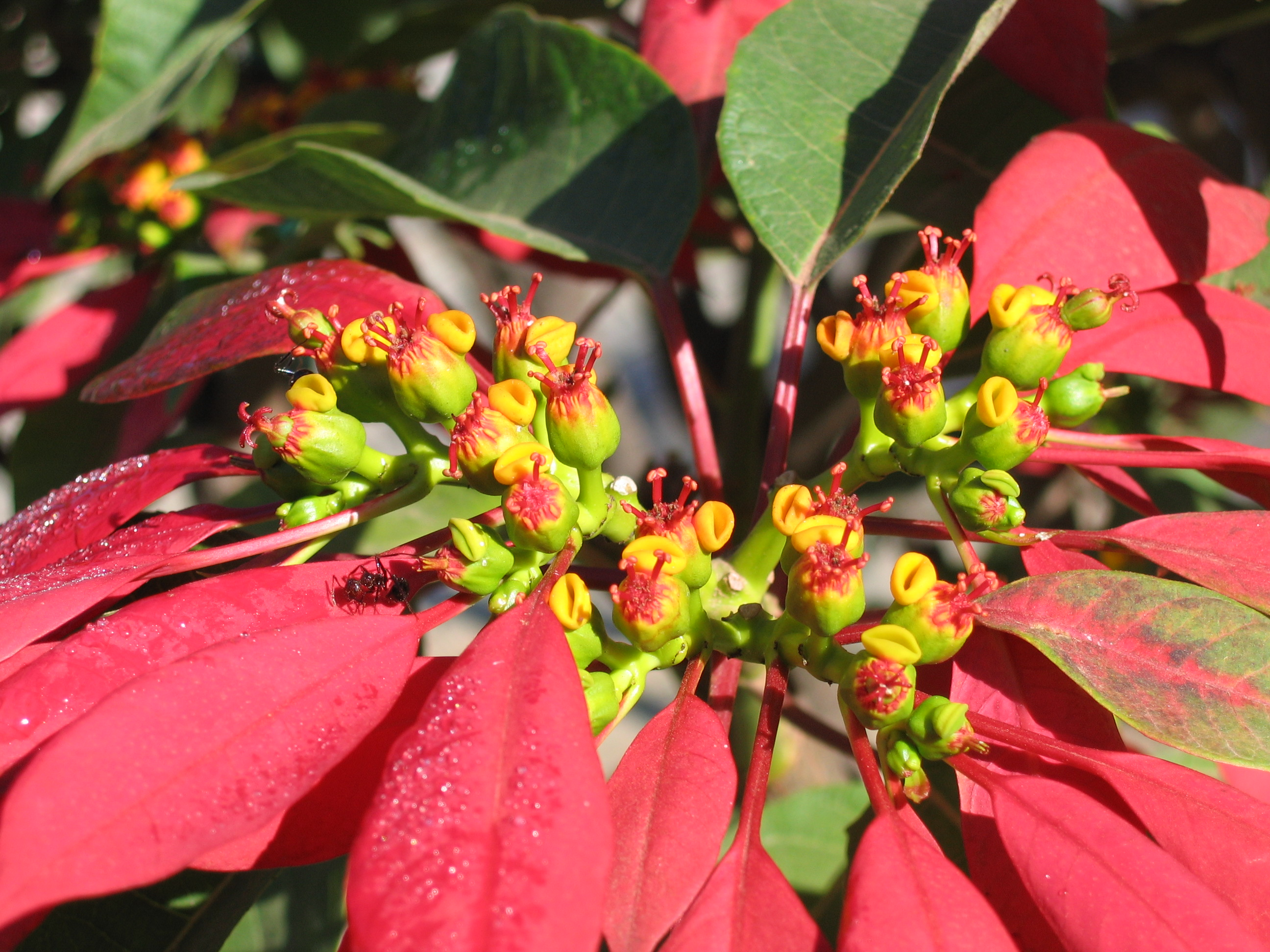
Altre macrofotografie